# 야나세 신호소
야나세 신호소(일본어: 柳瀬信号所 やなせしんごうじょ[*])는 일본 도쿄도 히가시무라야마시에 위치했던 세이부 철도 신주쿠 선의 신호소였다. 지금의 히가시무라야마역과 도코로자와 역사이에 위치해 있었으며, 당시 단선이었던 구간에서의 열차 교행이 주된 업무였다.

## 개요
1894년에 가와고에 선(고쿠분지 역 - 히가시무라야마 역 - 가와고에 역(혼카와고에 역))이 개통되고, 1927년에 무라야마 선(다카다노바바 역 - 히가시무라야마 역)이 개통되었다. 무라야마 선은 복선으로 운행했지만, 가와고에 선은 단선으로 운행되었다. 그러다가 열차가 증편되어 1941년에 이 신호소가 설치되었고 복선구간과 단선구간의 경계 역할을 했지만, 1958년에 복선화 공사가 완료되었기 때문에 폐역 처리가 되었다.

## 역사
- 1941년 4월 11일 : 단선 구간의 교행을 목적으로 사용 개시.
- 1950년 4월 6일 : 복선구간과 단선구간의 경계역할을 하게 됨.
- 1958년 12월 9일 : 복선화로 인하여 사용 폐지